# Memecylon megacarpum
Memecylon megacarpum är en tvåhjärtbladig växtart som beskrevs av Caetano Xavier Furtado. Memecylon megacarpum ingår i släktet Memecylon och familjen Melastomataceae. Inga underarter finns listade i Catalogue of Life.